# Affaire des viols collectifs de Peterborough
L'affaire des viols collectifs de Peterborough est une affaire criminelle impliquant 10 hommes ayant commis des infractions sexuelles contre des filles mineures, dont certaines de 12 ans, dans la ville anglaise de Peterborough, Cambridgeshire. Dans une série de procès entre 2014 et 2015, les auteurs ont été reconnus coupables de viols, de prostitution infantile et de trafic à des fins d'exploitation sexuelle. Les hommes étaient d'origine pakistanaise, kurde irakienne ainsi que roms de nationalité tchèque et slovaque. La police avait été notamment alertée par les cas d'abus d'enfants de Rotherham et de Rochdale.

## Contexte
Depuis le début des années 1980 au début des années 2010, dans des villes d'Angleterre, plus de 4 000 enfants ont été abusés sexuellement, parfois torturés, parfois prostitués, par des bandes criminelles organisées ou des groupes informels d'hommes,. En 2011, une première série d'agressions sexuelles est rendue publique par la presse. Des enquêtes, conduites par des associations caritatives, puis le gouvernement britannique, ont permis d'éclaircir les faits, soulignant notamment l'incurie des services sociaux et de la police locale, et de prendre des mesures appropriées pour assurer la protection des enfants,. Dans certains cas, l'exploitation de mineurs durait depuis plus de 15 ans. L'appartenance ethnique et les origines culturelles des victimes, et, surtout, celles des criminels, ont focalisé l'attention des médias et de l'opinion publique dans tout le pays,,.

## Crimes
Les victimes étaient d'origine tchèque, slovaque et anglaise, généralement des filles vulnérables, certaines étaient sous tutelle des services sociaux locaux. Les hommes qui les ciblaient se liaient avec elles grâce à des cadeaux tels que du tabac, des repas gratuits et des démonstrations d'affection et d'amitié. Ils les persuadaient ensuite de boire de la vodka ou d'autres boissons alcoolisées fortes et les contraignaient à des actes sexuels. Certaines des victimes étaient ensuite prostituées en tant qu'enfants. L'homme dont l'activité a été à l'origine de l'opération policière, Mohammed Khubaib, 43 ans, d'origine pakistanaise et propriétaire d'un restaurant, a été décrit lors de son procès au Old Bailey comme ayant un « intérêt persistant et presque de prédateur pour les adolescentes ». Khubaïb possédait également une agence de location de biens immobiliers où il emmenait des filles sous son contrôle, et où lui et ses amis leur donnaient de l'alcool et leur montraient des vidéos sexuellement explicites,.

## Condamnations
10 hommes dont un mineur ont été reconnus coupables et condamnés :
| nom              | âge     | crimes |
| ---------------- | ------- | --- |
| Hassan Abdulla   | 34      | Viol et activité sexuelle avec un enfant. |
| Renato Balog     | 19      | Viols et agression sexuelle. |
| Jan Kandrac      | 18      | Viols et attouchements sexuels. |
| Yasir Ali        | 29      | Viols, traite à des fins d'exploitation sexuelle, diffusion d'images pornographiques à des enfants, incitation à l'activité sexuelle en présence d'un enfant et intimidation d'un témoin / juré. |
| Daaim Ashraf     | 20      | traite à des fins d'exploitation sexuelle, agression sexuelle, activité sexuelle avec un enfant, activité sexuelle en présence d'un enfant et intimidation d'un témoin ou d'un juré.             |
| Mohammed Abbas   | 30      | Agressions sexuelles sur une fille de moins de 12 ans et activité sexuelle avec un enfant. |
| nom inconnu      | 14      | Activité sexuelle avec un enfant. |
| Muhammed Waqas   | 24      | Activité sexuelle avec une fille entre 13 et 15 ans. |
| Zdeno Mirga      | inconnu | Incitation à la prostitution enfantine, huit chefs d'accusation de viol et quatre chefs d'activité sexuelle avec un enfant.                                                                      |
| Mohammed Khubaib | 43      | Viol et abus sexuels. |